# Cheryl Haworth
Cheryl Ann Haworth (Savannah, 19 aprile 1983) è un'ex sollevatrice statunitense medagliata olimpica e mondiale che ha gareggiato nella categoria dei pesi supermassimi (oltre 75 kg.).

## Carriera
Rivelatasi precocemente, Cheryl Haworth vinse la medaglia d'oro ai Giochi Panamericani di Winnipeg del 1999 (a 16 anni) con 252,5 kg nel totale, dopo aver vinto la medaglia d'argento ai Campionati mondiali juniores. Lo stesso anno, con il medesimo risultato, terminò al 4º posto ai Campionati mondiali senior di Atene.
L'anno successivo partecipò alle Olimpiadi di Sydney 2000, dove il sollevamento pesi femminile faceva il suo esordio olimpico, e riuscì a conquistare la medaglia di bronzo con 270 kg nel totale, dietro la cinese Ding Meiyuan (300 kg) e la polacca Agata Wróbel (295 kg).
Negli anni seguenti la Haworth non riuscì ad incrementare sensibilmente le proprie prestazioni e non ottenne pertanto risultati particolarmente importanti a livello senior.
Nel 2004 prese parte alle Olimpiadi di Atene, concludendo la sua gara al 6º posto finale con 280 kg nel totale.
Nel 2005 riuscì a vincere la sua unica medaglia ai Campionati mondiali senior nell'edizione svoltasi a Doha, dove conquistò il bronzo con 287 kg nel totale.
Nel 2008 partecipò anche alle Olimpiadi di Pechino, piazzandosi al 4º posto finale con 259 kg nel totale.